# Małkowiny (przystanek kolejowy)
Małkowiny – zlikwidowany przystanek stargardzkiej kolei wąskotorowej w Małkocinach, w województwie zachodniopomorskim, w Polsce. Przystanek został zamknięty 10 czerwca 2001 roku.